# Pruszków (gmina w województwie łódzkim)
Pruszków – dawna gmina wiejska istniejąca od XIX wieku do 1954 roku w woj. łódzkim. Siedzibą władz gminy był Pruszków.
W okresie międzywojennym gmina Pruszków należała do powiatu łaskiego w woj. łódzkim. Po wojnie gmina zachowała przynależność administracyjną. Według stanu z 1 lipca 1952 roku gmina składała się z 12 gromad: Bilew, Dobra, Kamostek, Marzenin, Okup Mały, Okup Wielki, Pruszków, Rososza, Sięganów, Sycanów, Wrzesiny i Zielencice.
Jednostka została zniesiona 29 września 1954 roku wraz z reformą wprowadzającą gromady w miejsce gmin. Po reaktywowaniu gmin z dniem 1 stycznia 1973 roku gminy Pruszków nie przywrócono, a jej dawny obszar wszedł głównie w skład gminy Sędziejowice w tymże powiecie i województwie.